# 中山路 (南昌)
中山路是南昌市乃至江西省最繁华的商业街，“就人流、商业层次、消费总量而言，目前南昌还没有一条街道能出其右”。
中山路为东西走向，东起南昌市中心——八一广场，西至滨河的抚河北路，一路串连起八一广场、西湖与百花洲、八一公园、八一起义纪念馆、万寿宫、勝利路步行街等重要的旅游与购物中心，沿街两侧布满大大小小的商场、专卖店、快餐厅，著名的大型商厦有百货大楼、洪客隆百货、百盛购物中心、天虹百货等。

## 历史
中山路是南昌的传统中心，始建于宋朝的南昌孔庙（即文庙、南昌府学，已于1920年代毁于火灾）即位于此路上，民国时期南昌三大建筑中的江西省立图书馆（南昌行营）、江西大旅社也坐落于此。江西大旅社是著名的南昌起义总指挥部，今已改为八一起义纪念馆。
1928年年前，该路分为14段，从三道桥（今系马桩街）自东向西分别为皇殿前、谌家巷、席公祠，石公祠街、百花洲街、万子祠街、府学东街、府学中街、府学西街、书街、甲戌坊、江东庙、许家巷、五把公所，由于修建时间各不相同，各路段宽窄不一。
中山路之名始于1928年，当时市政府对这条街道进行改扩建，拓宽并延伸至与八一大道交界，并统一命名为“中山路”以纪念孙中山先生。此后逐渐发展成为南昌市的主要商业街。

## 问题
中山路修建较早，路面较窄，且不是步行街，庞大的人流与车流使得交通非常拥堵，已成为目前南昌市交通的一个瓶颈。